# Interflug
Die Interflug Gesellschaft für internationalen Flugverkehr mit beschränkter Haftung war die staatliche Fluggesellschaft der Deutschen Demokratischen Republik und fungierte zudem als Dachorganisation für alle anderen kommerziellen Luftfahrtaktivitäten des Staates, zum Beispiel Agrarfliegerei, Flugsicherung und Betrieb von Flughäfen. Das 1958 gegründete Unternehmen wurde 1991 nach der deutschen Wiedervereinigung aufgelöst.

## Geschichte

### Gründung

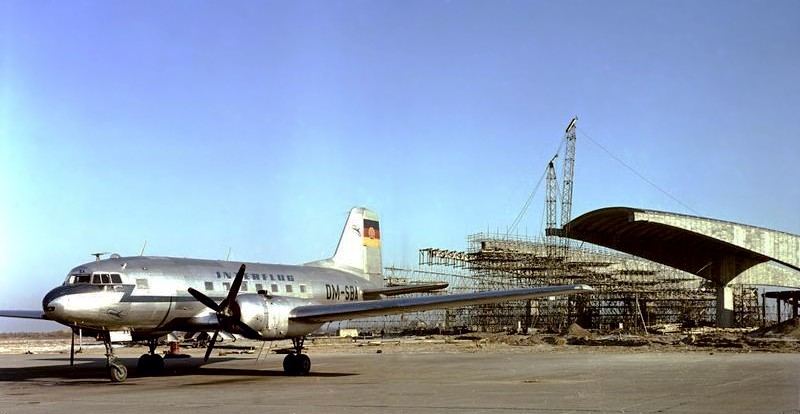
Eine Iljuschin Il-14 der Interflug vor den im Bau befindlichen Gebäuden des Flughafens Berlin-Schönefeld

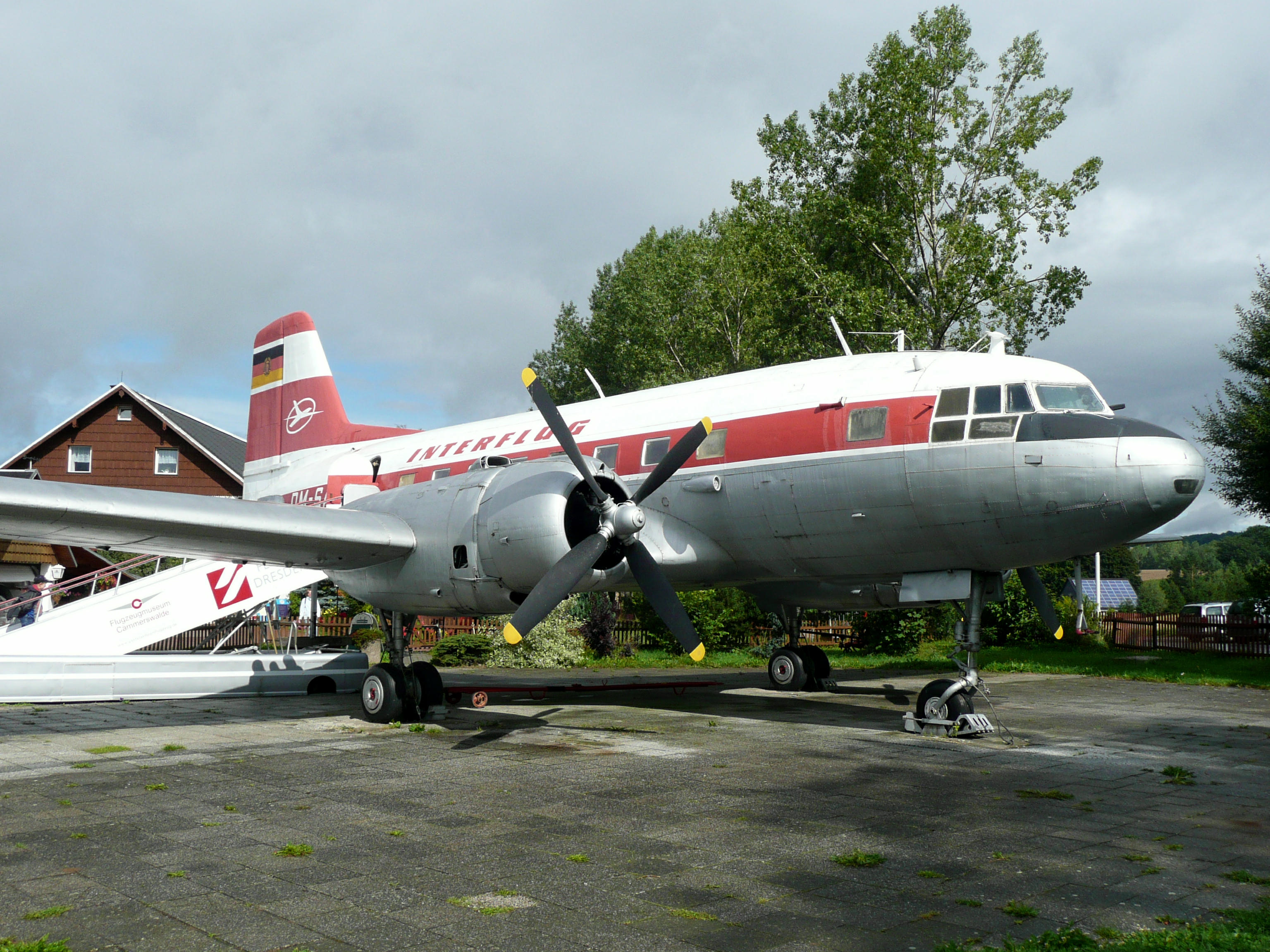
Die Iljuschin Il-14 mit dem Kennzeichen DM-SAB flog bis 1968 im Passagierdienst der Interflug

Seit dem 1. Mai 1955 betrieb die DDR eine Fluggesellschaft unter dem Namen Deutsche Lufthansa. Da sie aber nicht die Namensrechte besaß, verklagte die westdeutsche Deutsche Lufthansa, die im September 1954 aus der Konkursmasse der liquidierten „alten“ Deutschen Lufthansa AG das Firmenzeichen und die Flagge erworben hatte, die DDR. Die westdeutsche Deutsche Lufthansa verhinderte auch Versuche der Deutschen Lufthansa der DDR, in internationalen Organisationen Mitglied zu werden. Schon bald gestaltete sich der Flugverkehr in das westliche Ausland für die Deutsche Lufthansa der DDR immer schwieriger, da Überflug- und Landerechte nicht oder nur eingeschränkt gewährt wurden.
Die absehbare juristische Niederlage der Deutschen Lufthansa der DDR führte zur Gründung einer zweiten Fluggesellschaft, mit der Rechtsfragen und andere Beschränkungen umgangen werden konnten: die Interflug, deren Geschäft ab 1958 parallel zu dem der Deutschen Lufthansa der DDR betrieben wurde und deren Geschäftsinhalt ursprünglich die Durchführung von Bedarfsluftverkehr im Charterflug war. Die Lufthansa-Crews führten zur Sicherheit Uniformen von Interflug mit, um sie notfalls für den Rückflug anzuziehen.
Folglich wurde die staatliche Fluggesellschaft Interflug offiziell am 10. September 1958 als Gesellschaft mit beschränkter Haftung gegründet; die Unterzeichnung des Gesellschaftsvertrages durch Karl Heiland und Ernst Wendt als Vertreter der Deutschen Lufthansa, Heinz Wenzel im Namen des Deutschen Reisebüros und Joachim Kühnel in seiner Funktion als stellvertretender Direktor für die Flugzeugindustrie der DDR erfolgte aber bereits am 8. September. Als Hauptgeschäftsführer wurde Arthur Pieck eingesetzt, Karl Heiland und Ernst Wendt fungierten als Geschäftsführer.

### DDR-Zeit
Schwerpunkt war in den Anfangsjahren der Flugverkehr zur zweimal jährlich stattfindenden Leipziger Messe. Da die Interflug nicht über eigenes Fluggerät verfügte, wurden Maschinen der ostdeutschen Lufthansa genutzt. Anfänglich änderte man Bemalung und Beschriftung, später versah man die Maschinen nur noch mit einem zusätzlichen Unternehmenslogo.
Anfang der 1960er Jahre verschärfte sich die Auseinandersetzung über die Nutzung des Namens „Lufthansa“ zwischen den beiden namensgleichen Fluggesellschaften der Bundesrepublik und der DDR. Ein von der Deutschen Lufthansa AG vor dem Höheren Wirtschaftsgericht der jugoslawisch-serbischen Teilrepublik in Belgrad angestrengter Prozess wurde im September 1963 ausgesetzt, nachdem der DDR-Verkehrsminister Erwin Kramer vorgeschlagen hatte, die Deutsche Lufthansa der DDR zu liquidieren. Flugzeuge, Flugplätze und Streckenrechte der ostdeutschen Lufthansa gingen an die Interflug über, die damit auch den Linienflugverkehr übernahm und damit einzige Fluggesellschaft der DDR wurde.

### Liquidation

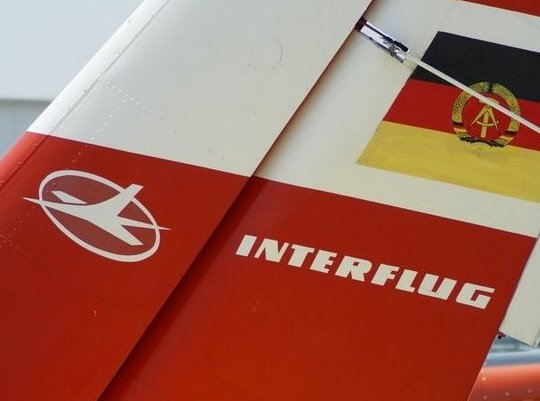
Logo der Interflug am Leitwerk eines Agrarflugzeuges

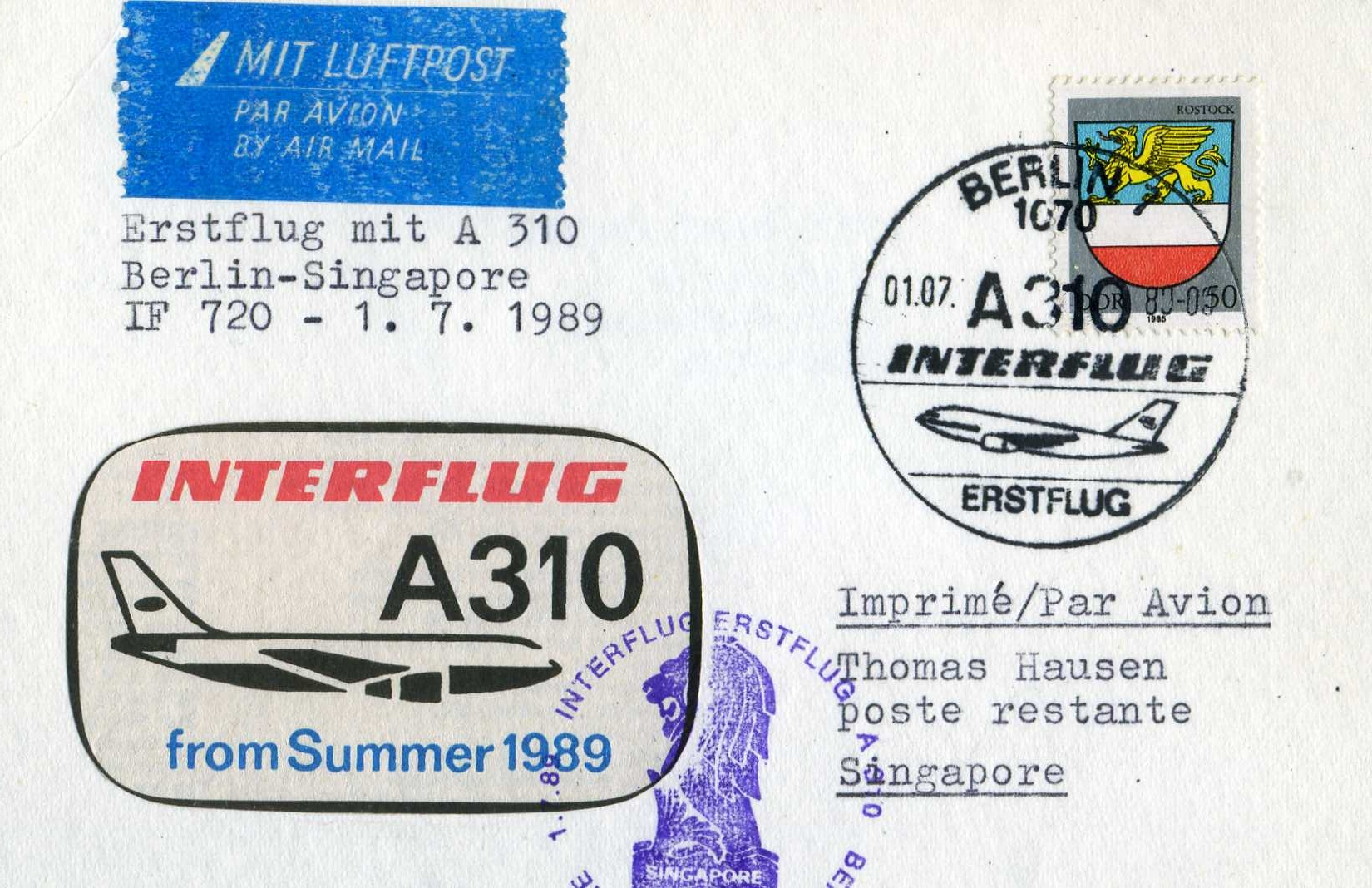
Interflug nach Singapur

Die Interflug verfügte im Jahr 1989 im Betriebsteil Verkehrsflug über 40 Flugzeuge, von denen jedoch nur die geleasten drei Airbus-Maschinen wirtschaftlich zu betreiben waren. Das Streckennetz hatte bereits 1983 eine Ausdehnung von 122.000 Kilometern erreicht, die Beförderungsleistung betrug in diesem Jahr 2,3 Milliarden Passagierkilometer bei 1,3 Millionen beförderten Fluggästen. Damit wies die Interflug eine beispielsweise mit Olympic Airways vergleichbare Größenordnung auf. Anfang 1990 stellte Interflug-Chef Klaus Henkes jedoch fest, dass bisher durch die Ticketpreise lediglich die Hälfte der Kosten gedeckt sei und somit erheblicher Subventionsbedarf bestehe.
Die Deutsche Lufthansa AG bemühte sich um eine Kooperation mit der Interflug. Langfristig wurde eine Fusion in Aussicht gestellt und eine entsprechende Absichtserklärung unterzeichnet. Dazu sollte die Lufthansa 26 Prozent des Kapitals der Interflug übernehmen, wie die Verkehrsminister beider deutscher Staaten am 30. April 1990 erklärten. Neben der Stärkung der eigenen Position im innerdeutschen Flugverkehr war es Absicht der Lufthansa, bei der sich abzeichnenden Öffnung osteuropäischer Luftverkehrsmärkte rechtzeitig vertreten zu sein. Am 1. Juli 1990, dem Vorabend des Inkrafttretens der Wirtschafts- und Währungsunion, erklärte sich der Vorstand der Lufthansa dazu bereit, 100 Prozent der Anteile der Interflug zu übernehmen. Erstes Ergebnis war die Übertragung der Langstrecken an die Lufthansa und der Einsatz von Interflug-Flugzeugen im Charter für die Lufthansa. Die Fusion von Lufthansa und Interflug wurde jedoch am 30. Juli 1990 durch das Bundeskartellamt abgelehnt. Der neue Chef Andreas Kramer hatte Anfang Juli festgestellt: „Wenn nichts passiert, droht uns der Konkurs.“
Zwischenzeitlich bemühte sich auch British Airways um eine Kooperation mit der Interflug. Das bisherige Monopol gemeinsam mit Air France und amerikanischen Fluggesellschaften für Flüge von und nach West-Berlin drohte im Zuge des sich abzeichnenden Beitritts der DDR zur Bundesrepublik zu entfallen, die vor der Deregulierung des europäischen Luftfahrtmarktes geltenden Beschränkungen verboten den Transport von Fluggästen auf innerdeutschen Strecken. Statt eines Einstiegs bei Interflug entschied sich British Airways jedoch für die Friedrichshafener Fluggesellschaft Delta Air.

#### Abwicklung des Unternehmens
Im November 1990 stellte die Lufthansa fest, dass Interflug jede Woche einen Verlust von 1 Million DM mache, insgesamt bestehe ein Defizit von 200 Millionen DM. Mit Beschluss der Treuhandanstalt vom 7. Februar 1991 wurde die Interflug liquidiert, nachdem einen Monat vorher noch der Flugbetrieb nach Israel aufgenommen worden war. Am 30. April 1991 führte die Tu-134 mit dem Kennzeichen D-AOBC den letzten Linienflug der Interflug von Wien nach Berlin-Schönefeld durch. Der Einsatz einer De Havilland Canada DHC-8 der Tyrolean im Wet-Lease in den Farben der Interflug trägt mehr episodischen Charakter.

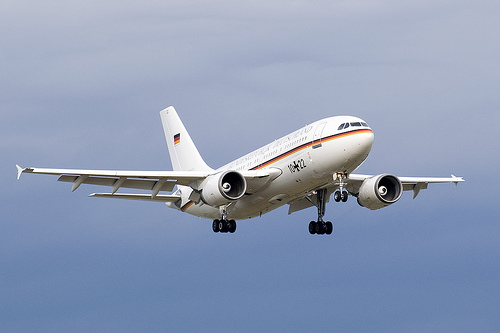
Ex-Interflug Airbus als 10+22 „Theodor Heuss“ in Diensten der Flugbereitschaft

Etwa 1000 Interflug-Mitarbeiter (von insgesamt 8000) wurden nach der Liquidation durch die Lufthansa übernommen, darunter 450 in der Technik.
Die Airbus-Flugzeuge A310 wurden an den Leasinggeber zurückgegeben und von diesem an die Flugbereitschaft des Bundesministeriums der Verteidigung verkauft. Im August 2021 wurde von der Flugbereitschaft nur noch der Airbus A310 mit dem damaligen Interflug-Kennzeichen DDR-ABC als Passagiermaschine für den Transport von Soldaten eingesetzt (Luftwaffen-Kennzeichen 10+23). Das Flugzeug wurde im September 2021 stillgelegt und an den Serengeti-Park verkauft, wo es nach erfolgter Überführung per Schwertransport als Restaurant dienen soll.
Die restlichen Maschinen wurden entweder verkauft oder verschrottet. Lediglich die Il-18-Staffel konnte als Neugründung unter dem Namen Berline den Flugbetrieb bis 1994 weiterführen.
Auch der Bereich Wirtschaftsflug musste liquidiert werden, da mit der Neuordnung der Besitzverhältnisse in der Landwirtschaft und der Auflösung staatlicher Großbetriebe die Voraussetzungen sowohl für den Agrar- als auch den Kranflug entfielen. Die Berliner Spezialflug (BSF) führt gegenwärtig den Kranflug in wesentlich geringerem Umfang fort.

#### Verkauf des Markennamens „Interflug“
Rund zwölf Jahre nach dem Ende der Fluggesellschaft erwarb die Hamburger Flugvermittlung Atakan den Markennamen und trat von da an als Interflug Charter System Reise- und Handelsgesellschaft mbH am Markt auf. Am 29. Mai 2005 musste Interflug Charter System Insolvenz anmelden. Als Folge saßen rund tausend deutsche Urlauber in Antalya fest.

## Streckennetz

### International

Interflug-Ticket (1974)

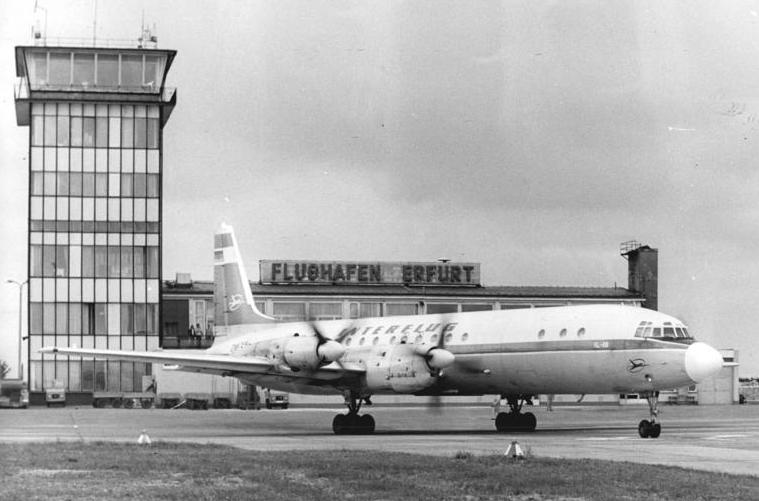
Eine Iljuschin Il-18 der Interflug startet vom Flughafen Erfurt nach Budapest, 1979

Schwerpunkt waren in den Anfangsjahren die Flugverbindungen in die sozialistischen Länder. So wurden Moskau (mit Zwischenlandung in Vilnius), Warschau, Prag, Budapest und Sofia, aber auch Belgrad und Tirana angeflogen. Genutzt wurden vorrangig die Iljuschin Il-14, welche durch die ab 1960 zulaufenden Iljuschin Il-18 ergänzt wurden. Mit der Il-18 waren auch Direktflüge ohne Zwischenlandung nach Moskau möglich.

Auslandsstreckennetz 1959

Auslandsstreckennetz 1973

Da der Flugzeugbau in der DDR und damit auch die Entwicklung des ersten deutschen Strahlverkehrsflugzeuges, der von Brunolf Baade entwickelten 152, im Jahr 1961 eingestellt wurde, kam dieses Muster nicht wie ursprünglich geplant zum Einsatz. Die Hauptlast des Flugverkehrs wurde in den 1960er Jahren von der Iljuschin Il-18 getragen. Neben Flugzielen in den europäischen sozialistischen Ländern wurden Ziele im Nahen Osten und Nordafrika, aber auch in Asien angeflogen.

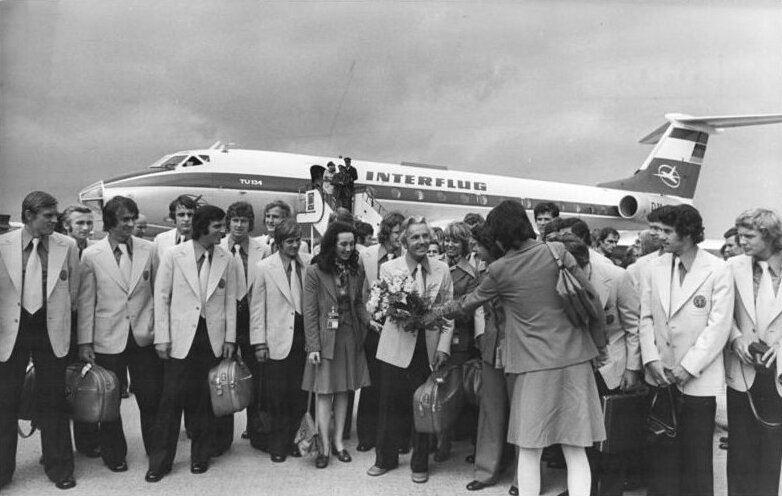
Eine Tupolew Tu-134 der Interflug beförderte die Fußballnationalmannschaft der DDR zur Fußball-Weltmeisterschaft 1974, Aufnahme auf dem Flughafen Hamburg

Das Zeitalter der Strahlflugzeuge begann für die Interflug 1968 mit der Einführung der Tupolew Tu-134, einem zweistrahligen Kurz- und Mittelstreckenflugzeug. Dieses Muster war bis zum Ende der Interflug im Einsatz und führte den letzten kommerziellen Flug der Interflug von Wien nach Berlin-Schönefeld aus. Die Tu-134 bediente die innereuropäischen Kurz- und Mittelstrecken, wurde aber auch zu Flügen in den Nahen Osten und nach Nordafrika eingesetzt. Kennzeichnend waren für die Tu-134 – und viele andere sowjetische Flugzeuge – die aus dem hohen Treibstoffverbrauch resultierenden hohen Betriebskosten. In den 1980er Jahren wurde der Einsatz durch wirtschaftlich nicht instandsetzbare Korrosionsschäden, aber vor allem durch im westlichen Ausland mit diesem Flugzeugtyp nicht zu erfüllende Lärmschutzauflagen immer mehr eingeschränkt.

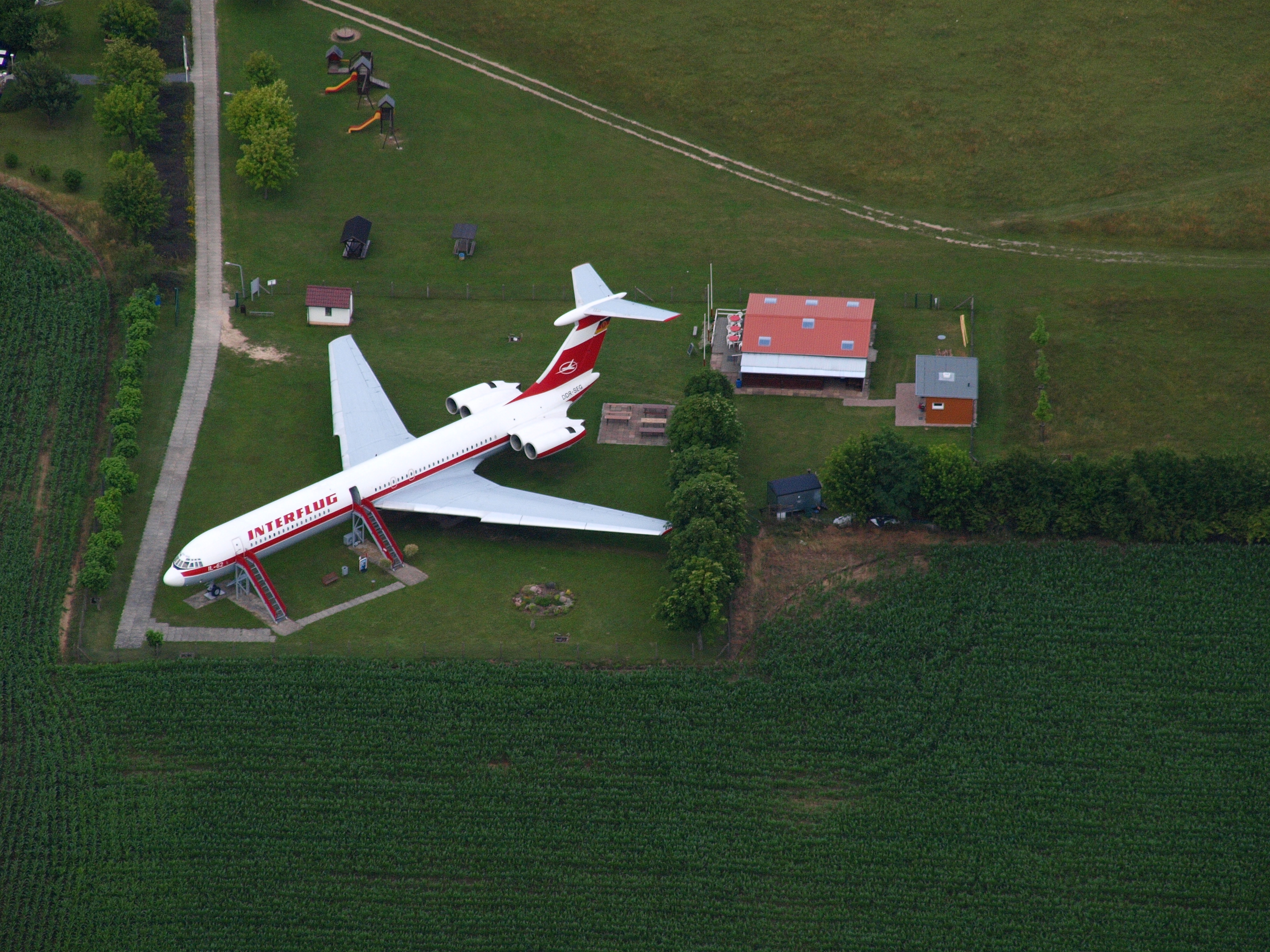
Eine Iljuschin Il-62 auf dem Flugplatz Stölln/Rhinow

Mit der Einführung der Iljuschin Il-62 im Jahre 1970 begann auf den Langstrecken der Einsatz von Strahlflugzeugen. Die Ablösung der bisher genutzten Il-18 verkürzte die Reisezeiten erheblich und ließ einen wirtschaftlichen Flugbetrieb insbesondere nach Vietnam oder Kuba zu. Bis zur Einführung des Airbus A310 war die Il-62 das wirtschaftlichste Modell der Interflug. Überschattet wurde die Einführung der Il-62 durch den Absturz der ersten gelieferten Maschine DM-SEA am 14. August 1972 bei Königs Wusterhausen, bei dem alle 156 Passagiere und Besatzungsmitglieder den Tod fanden.
Ab Mitte der 1970er Jahre kristallisierten sich bestimmte Schwerpunkte in der Streckenführung heraus. Neben den Linien in die sozialistischen Länder, hier auch nach Kuba und Vietnam, wurden vorrangig Flugziele im Nahen Osten und in Nordafrika bedient. Aber auch der Flugverkehr nach Skandinavien, Österreich und Belgien entwickelte sich. Neben dem politisch bedingt geringen Fluggastaufkommen in der DDR erwiesen sich hier jedoch Überflugbeschränkungen über NATO-Staaten als hinderlich. Die innerdeutsche Grenze konnte im Linienflugverkehr wegen Vorbehalten der westlichen Alliierten nicht überflogen werden, lediglich im Messeflugverkehr wurden in den 1980er Jahren zeitweise Ausnahmen gestattet. Ergänzend zu den anderen internationalen Zielen kamen ab 1979 Flüge nach Athen hinzu, welche in erster Linie von griechischen Gastarbeitern und Westberliner Touristen genutzt wurden. Flüge in die Niederlande mussten den Umweg über Dänemark machen, da es nur den vier Siegermächten des Zweiten Weltkrieges gestattet war, die innerdeutsche Grenze zu überfliegen. Da die Preise der Interflug für Flüge in westeuropäische Großstädte und zu Tourismuszielen bis zu 70 Prozent unter denen westlicher IATA-Fluggesellschaften lagen, nutzten auch Passagiere aus West-Berlin diese Verbindungen. 1981 erzielte die Interflug so insgesamt 20 Millionen Mark, für 1982 wurde das Doppelte erwartet.
In den 1980er Jahren führten insbesondere steigende Ölpreise und strengere Lärmschutzauflagen in westeuropäischen Ländern zu einer tiefgreifenden Unternehmenskrise der Interflug, deren Flotte technisch völlig veraltet war. Die Luftfahrtindustrie der Sowjetunion war nicht in der Lage, moderne, zuverlässige und wirtschaftliche Flugzeugmuster zu liefern oder zumindest dringend erforderliche Wartungsarbeiten fristgerecht auszuführen.
Witterungsbedingt konnte mit der Il-62 nicht immer ein Nonstopflug nach Kuba durchgeführt werden. Dies hatte zur Konsequenz, dass bei der erforderlichen Zwischenlandung in Gander im kanadischen Neufundland Landegebühren und Treibstoffkosten in Devisen bezahlt werden mussten und sich hin und wieder Passagiere zur Flucht aus der DDR anstatt zu einem Weiterflug nach Kuba entschieden. Der Interflug wurde die Il-86 angeboten, ein Kauf kam aber nicht zustande, da dieser Flugzeugtyp zum Verfügbarkeitszeitpunkt bereits unwirtschaftlich war und vor allem die Reichweite weniger als die Hälfte der Il-62 betrug. Zudem war mit der Il-96 für Ende der 1980er Jahre bereits ein Nachfolger angekündigt, der die doppelte Reichweite besitzen sollte. Auch zum Kauf dieses Typs kam es vor der Abwicklung der Interflug nicht mehr, gleichwohl existieren Farbzeichnungen der Il-96 und auch der Tu-204 in Interflugbemalung.
In dieser Phase bot der Airbus-Konzern durch die Vermittlung seines Aufsichtsratsvorsitzenden Franz Josef Strauß und unter Einbeziehung eines westlichen Bankenkonsortiums die Lieferung der Airbus A310 an. Möglich wurde dies, da Zivilflugzeuge von der CoCom-Liste gestrichen wurden, die westliche Technologie-Exporte sanktionierte. Zuvor hatte die polnische LOT bereits zwei Boeing 767 erworben, so dass es auch um die Platzierung von Airbus in den Märkten anderer sozialistischer Staaten ging. Die gemäß den Anforderungen der Interflug modifizierten Airbus-Flugzeuge wurden 1989 an Interflug übergeben. Bestandteil des Vertrages war auch die Ausbildung der Besatzungen in Frankreich und Westdeutschland. Als Teil der Exportauflagen musste die Wartung im Westen erfolgen, der Auftrag ging an die Lufthansa Technik. Mit dem Modell Airbus A310-304 stand der Interflug ein modernes Flugzeug zur Verfügung, das wesentlich wirtschaftlicher zu betreiben war, über erheblich bessere Leistungswerte und einen deutlich gesteigerten Komfort für die Passagiere verfügte.
Eine Besonderheit der Interflug-Verbindungen war der Einsatz von Antonow An-26 der Nationalen Volksarmee im Linienflugverkehr nach Lemberg. Die Flüge dienten dem Austausch des beim Bau der „Erdgastrasse Freundschaft“ eingesetzten Personals.

### Innerdeutsch

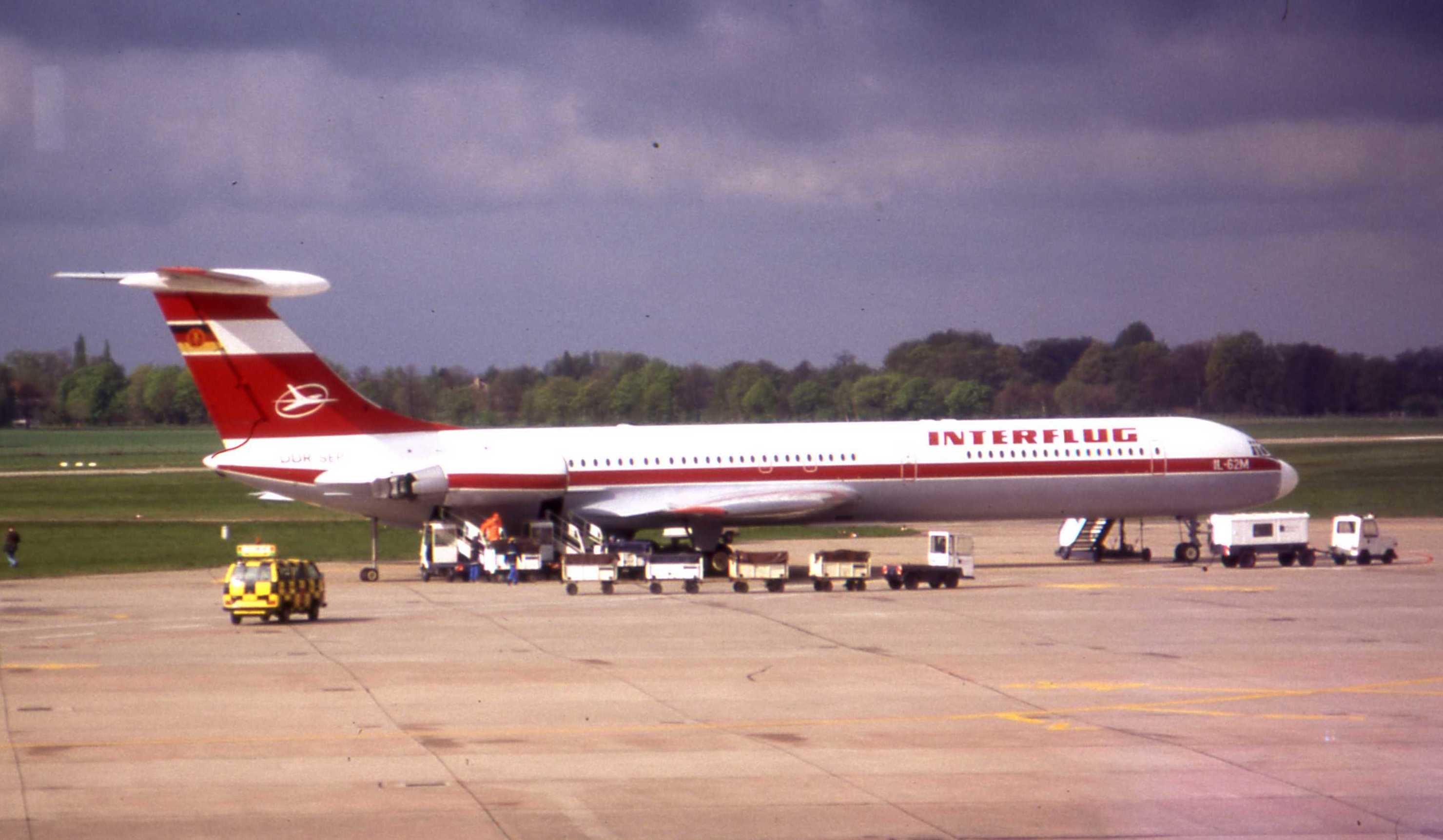
Eine Iljuschin Il-62M der Interflug am Flughafen Hannover-Langenhagen, 1990

Ab 1973 führte die Interflug Charterflüge zur Leipziger Messe über die Tschechoslowakei durch. Bei einem dieser Flüge stürzte am 1. September 1975 eine aus Stuttgart kommende Tu-134 bei Anflug auf den Flughafen Leipzig-Schkeuditz ab.
Auch aus anderen Anlässen gab es gelegentlich Charterflüge, z. B. zur Fußball-Weltmeisterschaft 1974. Eine 1986 mit der Lufthansa vereinbarte Interflug-Linienverbindung zwischen Leipzig und Düsseldorf scheiterte zunächst am Veto der USA. Die Verbindung und damit erstmals ein regelmäßiger Flugbetrieb der Interflug zu einem Ziel in der Bundesrepublik wurde am 11. August 1989 aufgenommen: Die Maschine startete in Leipzig und flog über das Territorium der Tschechoslowakei in 90 Minuten nach Düsseldorf, wo sie von der westdeutschen Presse empfangen wurde. Bis zum 30. Oktober 1989 sollte die Interflug zweimal wöchentlich diese Linie bedienen – abwechselnd mit der Lufthansa, die ihren Flugbetrieb mit der DDR am 10. August 1989 aufnahm. Auch hier durften die Maschinen die innerdeutsche Grenze nicht überfliegen und mussten den Umweg über die ČSSR nehmen.

### Innerhalb der DDR

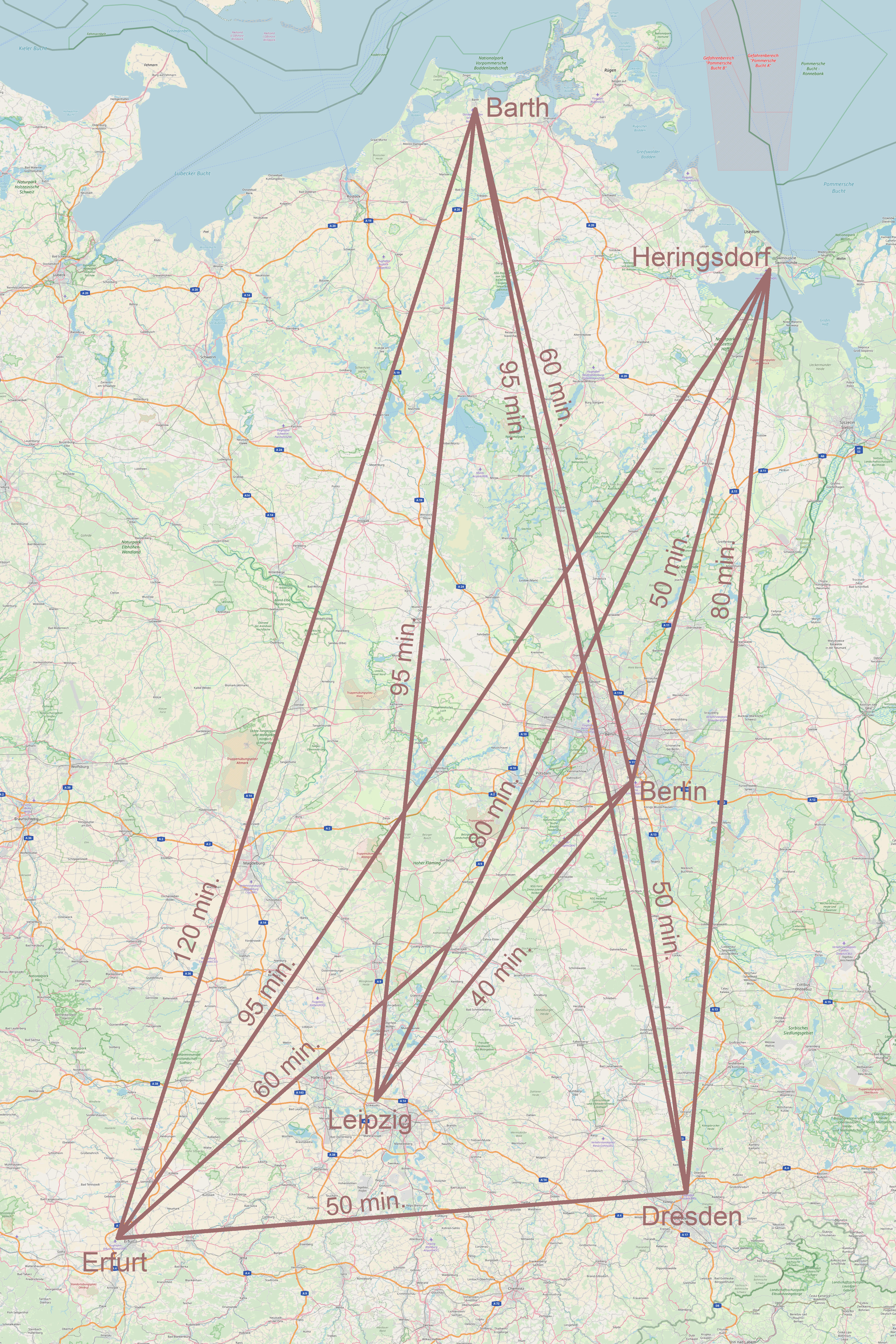
Flugstrecken (mit Flugdauer) in der DDR 1965

Flugstrecken in der DDR 1959

Flugstrecken in der DDR 1971

Das von der Deutschen Lufthansa der DDR übernommene Streckennetz wurde ebenso wie der Lufttaxidienst zunächst unverändert weiter betrieben. Im Linienverkehr wurden Barth (nur Sommerflugverkehr), Berlin-Schönefeld, Dresden, Leipzig und Erfurt mit Iljuschin Il-14 angeflogen, Karl-Marx-Stadt mit Antonow An-2.
Im Herbst 1962 wurde der Liniendienst nach Karl-Marx-Stadt eingestellt, da der Flughafen als nicht ausbaufähig galt. Das Flughafengelände wurde Mitte der 1970er Jahre mit dem Bauabschnitt II des Wohngebietes Fritz Heckert überbaut. Mit Zulauf der Antonow An-24 ab 1967 wurden die Inlandstrecken auf dieses Muster umgestellt. Im Sommerflugverkehr wurde nun zusätzlich der Flughafen Heringsdorf angeflogen. Zunächst entwickelte sich der Inlandsflugverkehr durchaus zufriedenstellend, so wurden 1969 über 250.000 Passagiere befördert. Doch die auch in der DDR langsam einsetzende Massenmotorisierung und die Einführung des Städteschnellverkehrs der Deutschen Reichsbahn führten bald zu einem spürbaren Rückgang der Passagierzahlen. Dazu kam, dass die Antonow An-24 nicht wirtschaftlich zu betreiben war. Dies führte schließlich 1980, nachdem man kurzzeitig die Iljuschin Il-18 dafür verwendete, zur Einstellung des Inlandsflugverkehres. Die Flughäfen Erfurt, Leipzig und Dresden wurden jedoch weiterhin für den internationalen Linienverkehr genutzt, Heringsdorf noch bis 1981 für Charterflüge von und nach Prag. Auf dem Flughafen Heringsdorf fand danach zwar kein ziviler Flugbetrieb mehr statt, er wurde aber weiter in Bereitschaft gehalten. Die Mitarbeiter wurden mit dem Bau von Kofferwagen, Lagerausrüstungen, Flugzeugschleppstangen u. Ä. beschäftigt.

### Charter
Neben dem Linienflugverkehr führte die Interflug ständig Charterflüge durch. Mit Reiseveranstaltern aus West-Berlin hatte Interflug jedes Jahr umfangreiche Charterflugleistungen vereinbart. In den Sommermonaten wurden außerdem einige der Haupturlaubsziele der DDR-Bürger am Schwarzen Meer angeflogen. Häufige Chartereinsätze dienten dem Austausch von Schiffsbesatzungen des VEB Fischfang Rostock. Nach der Einführung der Let L-410 wurde versucht, dieses Muster als Geschäftsreiseflugzeug zahlungskräftigen westlichen Kunden anzubieten. Sogenannte „Solidaritätsflüge“ der Interflug wurden ebenfalls als Charterflüge abgewickelt. Bei Hilfseinsätzen in Äthiopien und Mosambik flogen NVA-Transportflugzeuge vom Typ Antonow An-26 mit zivilem Kennzeichen und unter Interflug-Flugnummern. Mit Sitzpolstern und Teppichen ausgerüstet flogen diese Maschinen für die Interflug von Berlin-Schönefeld nach Lemberg und Kiew zum Bau der Erdgastrasse Druschba. Aufgrund der hohen Lärmbelastung wurden sie auch unter dem Spitznamen „Trassenbomber“ bekannt.

### Verkehrsleistungen
Die folgende Tabelle zeigt die Entwicklung der Verkehrsleistungen.
|                                     | 1956 | 1957 | 1958  | 1959  | 1960  | 1961  | 1962  | 1963  | 1964  | 1965   | 1966   | 1967   | 1968   | 1969   | 1970   | 1971   | 1972   | 1973   | 1974   | 1975   | 1976   | 1977   | 1978   | 1979   | 1980   | 1981   | 1982   | 1983   |
| ----------------------------------- | ---- | ---- | ----- | ----- | ----- | ----- | ----- | ----- | ----- | ------ | ------ | ------ | ------ | ------ | ------ | ------ | ------ | ------ | ------ | ------ | ------ | ------ | ------ | ------ | ------ | ------ | ------ | ------ |
| Passagiere in Tausend               | 12,5 | 69,3 | 153,5 | 180,9 | 256,4 | 212,6 | 301,8 | 328,5 | 357,3 | 418,8  | 518,9  | 649,3  | 719,1  | 809,5  | 841,6  | 923,4  | 925,9  | 911,7  | 1032,2 | 1139,3 | 1087,8 | 1204,3 | 1223,4 | 1242,6 | 1216,3 | 1243,6 | 1286,7 | 1358,7 |
| Passagiere nach Millionen Kilometer | 11,3 | 40,1 | 73,6  | 96,0  | 164,7 | 158,5 | 298,7 | 306,0 | 311,5 | 373,0  | 484,3  | 606,1  | 730,1  | 842,7  | 947,4  | 1073,1 | 1098,5 | 1119,6 | 1314,8 | 1489,8 | 1448,1 | 1585,6 | 1801,9 | 1847,7 | 2053,1 | 2129,7 | 2296,2 | 2307,1 |
| Güter in Tonnen                     | 461  |      |       |       | 4567  |       |       |       |       | 10.392 | 11.736 | 14.503 | 15.773 | 15.878 | 17.342 | 19.245 | 19.049 | 19.799 |        | 24.493 | 25.054 | 26.452 | 27.150 | 28.758 | 27.671 | 26.466 | 27.975 | 28.896 |
| Güter in Millionen Kilometer        | 480  |      |       |       | 4655  |       |       |       |       | 13.060 | 15.797 | 21.773 | 24.090 | 23.319 | 26.647 | 29.719 | 29.229 | 30.757 |        | 52.586 | 50.459 | 67.800 | 62.334 | 67.345 | 67.271 | 65.514 | 72.617 | 72.120 |

## Fliegerische Bereiche

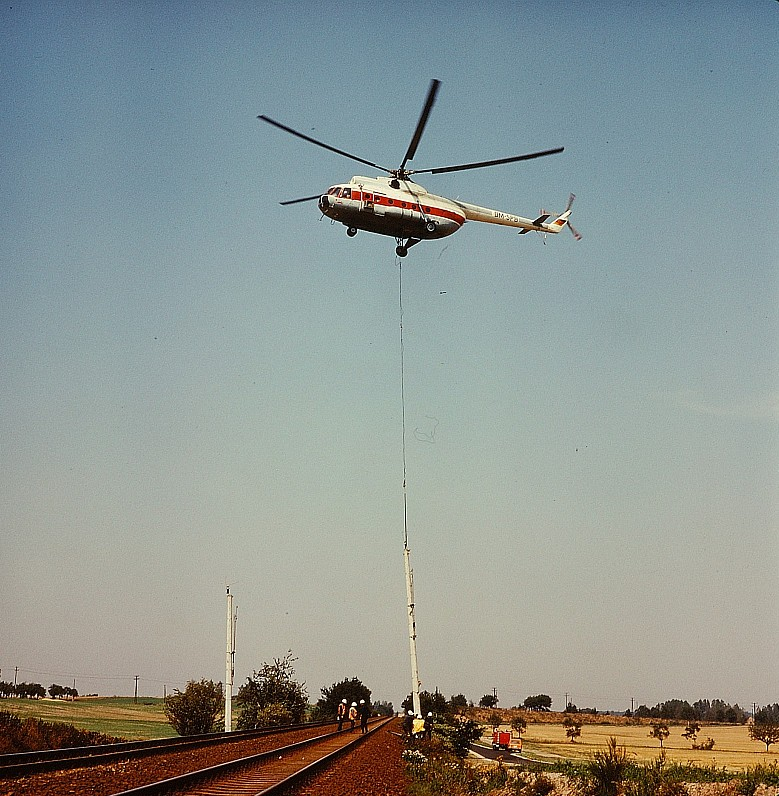
Hubschraubereinsatz bei der Elektrifizierung von Bahnstrecken 1981

Die Interflug war auch im Bereich Industrie- und Bildflug tätig. Speziell ausgerüstete Flugzeuge, anfänglich Antonow An-2 und Iljuschin Il-14, später Let-410, wurden für Vermessungs- und Dokumentationsaufgaben eingesetzt. Dabei wurden sowohl Luftbildaufnahmen in unterschiedlichen Spektren als auch geophysikalische Messungen zur Suche von Magnetfeldanomalien durchgeführt.
Besondere Bedeutung erlangte der Bereich Kranflug. Der Einsatz von Hubschraubern für Montagearbeiten in ansonsten schwer zugänglichen Gebieten, das schloss auch innerstädtische Bereiche ein, wurde im großen Maßstab praktiziert. Bekannt wurde vor allem der Hubschraubereinsatz bei der Streckenelektrifizierung der Deutschen Reichsbahn, größtenteils bei laufendem Betrieb.
Für den Bereich Industrie- und Bildflug wurde ein eigener Betriebsteil der Interflug geschaffen. Die wirtschaftlichen Strukturen in der DDR, besonders die Betriebsgrößen in Landwirtschaft und Industrie, und die straffe zentrale Führung begünstigten die Entwicklung dieses Teils der Interflug. Andere Bereiche wie beispielsweise das Rettungsflugwesen wurden durch die Interflug nicht abgedeckt.
Für die Flugsicherung der DDR wurde 1957 die Hauptabteilung „Zivile Luftfahrt“ gegründet, 1961 die Abteilung „Zivile Flugsicherung“. 1962 wurde eine Flugsicherungszentrale (Area Control Center, ACC) in Schönefeld eingerichtet; 1969 ein ACC in Cottbus für den südlichen Teil der DDR. Der nördliche Teil wurde vom „Friedland ACC“ überwacht, das sich im NVA-Objekt Cölpin befand. Mit Wiederherstellung der deutschen Einheit übernahm 1990 die Bundesanstalt für Flugsicherung, die nach der Privatisierung 1993 in Deutsche Flugsicherung umbenannt wurde, die Flugsicherungsdienste der Interflug.

### Flotte
Die folgende Tabelle zeigt die Entwicklung der Verkehrsflugzeugflotte.
| Typ             | 1955 | 1956 | 1957 | 1958 | 1959 | 1960 | 1961 | 1962 | 1963 | 1964 | 1965 | 1966 | 1967 | 1968 | 1969 | 1970 | 1971 | 1972 | 1973 | 1974 | 1975 | 1976 | 1977 | 1978 | 1979 | 1980 | 1981 | 1982 | 1983 | 1984 | 1985 | 1986 | 1987 | 1988 | 1989 | 1990 |
| --------------- | ---- | ---- | ---- | ---- | ---- | ---- | ---- | ---- | ---- | ---- | ---- | ---- | ---- | ---- | ---- | ---- | ---- | ---- | ---- | ---- | ---- | ---- | ---- | ---- | ---- | ---- | ---- | ---- | ---- | ---- | ---- | ---- | ---- | ---- | ---- | ---- |
| Iljuschin Il-14 | 5    | 12   | 21   | 21   | 24   | 27   | 26   | 26   | 25   | 21   | 10   | 4    | 4    |      |      |      |      |      |      |      |      |      |      |      |      |      |      |      |      |      |      |      |      |      |      |      |
| Aero Ae-45      |      | 1    | 4    | 5    | 6    | 3    | 1    |      |      |      |      |      |      |      |      |      |      |      |      |      |      |      |      |      |      |      |      |      |      |      |      |      |      |      |      |      |
| Antonow An-2    |      |      | 6    | 11   | 13   | 8    | 8    | 7    |      |      |      |      |      |      |      |      |      |      |      |      |      |      |      |      |      |      |      |      |      |      |      |      |      |      |      |      |
| Iljuschin Il-18 |      |      |      |      |      |      | 3    | 3    | 5    | 6    | 7    | 9    | 9    | 12   | 12   | 13   | 13   | 13   | 13   | 15   | 15   | 15   | 15   | 15   | 14   | 14   | 14   | 14   | 13   | 13   | 13   | 13   | 12   | 8    | 8    | 7    |
| Antonow An-24   |      |      |      |      |      |      |      |      |      |      |      | 5    | 6    | 6    | 6    | 6    | 6    | 6    | 6    | 6    | 5    |      |      |      |      |      |      |      |      |      |      |      |      |      |      |      |
| Tupolew Tu-134  |      |      |      |      |      |      |      |      |      |      |      |      |      |      | 4    | 4    | 4    | 4    | 5    | 11   | 11   | 13   | 13   | 17   | 18   | 19   | 19   | 21   | 23   | 23   | 21   | 17   | 17   | 18   | 18   | 19   |
| Iljuschin Il-62 |      |      |      |      |      |      |      |      |      |      |      |      |      |      |      | 2    | 3    | 2    | 5    | 5    | 5    | 5    | 5    | 5    | 5    | 6    | 7    | 7    | 8    | 9    | 11   | 11   | 13   | 13   | 11   | 9    |
| Let L-410       |      |      |      |      |      |      |      |      |      |      |      |      |      |      |      |      |      |      |      |      |      |      |      |      |      |      |      | 3    | 6    | 6    | 6    | 6    | 6    | 6    | 6    | 6    |
| Airbus A310     |      |      |      |      |      |      |      |      |      |      |      |      |      |      |      |      |      |      |      |      |      |      |      |      |      |      |      |      |      |      |      |      |      |      | 3    | 3    |
| DHC-8           |      |      |      |      |      |      |      |      |      |      |      |      |      |      |      |      |      |      |      |      |      |      |      |      |      |      |      |      |      |      |      |      |      |      |      | 1    |
| Gesamt          | 5    | 13   | 31   | 40   | 46   | 41   | 38   | 38   | 30   | 27   | 17   | 18   | 19   | 18   | 22   | 25   | 26   | 25   | 29   | 37   | 36   | 33   | 33   | 37   | 37   | 39   | 40   | 45   | 50   | 50   | 50   | 47   | 48   | 45   | 46   | 45   |

Die seit 1982 eingesetzte Let L-410 konnte als leichtes Transportflugzeug oder als Regionalverkehrsflugzeug für bis zu sechs Passagiere genutzt werden. Im Linienverkehr wurde sie nicht eingesetzt.

### Agrarflug

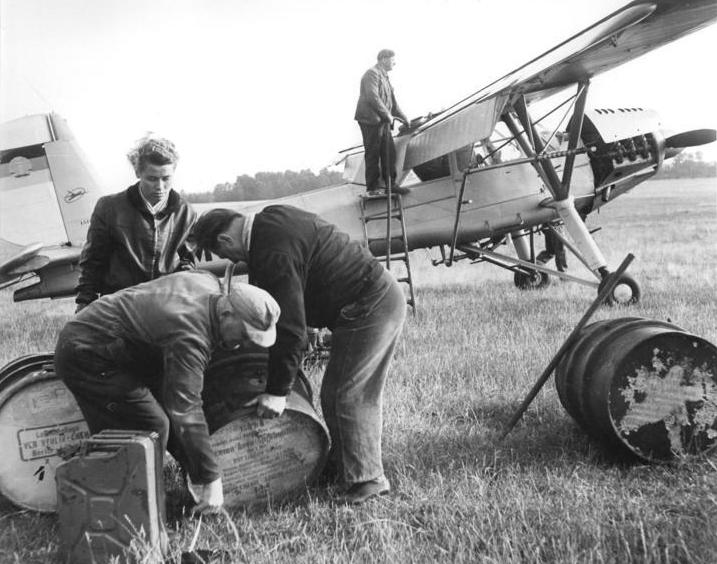
Eine L-60 bei der Schädlingsbekämpfung, 1964
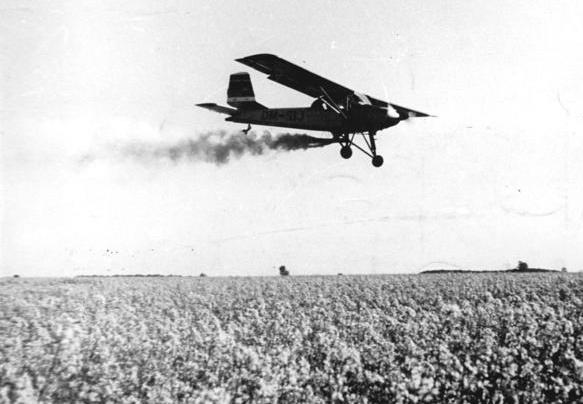
Eine L-60 im Einsatz, 1958
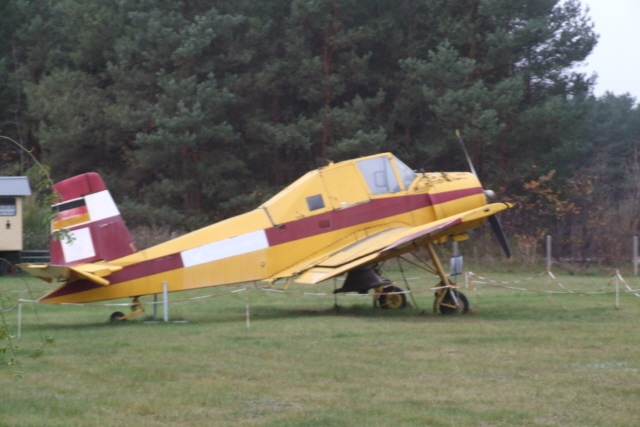
Eine Let Z-37 im Agrarflug der Interflug
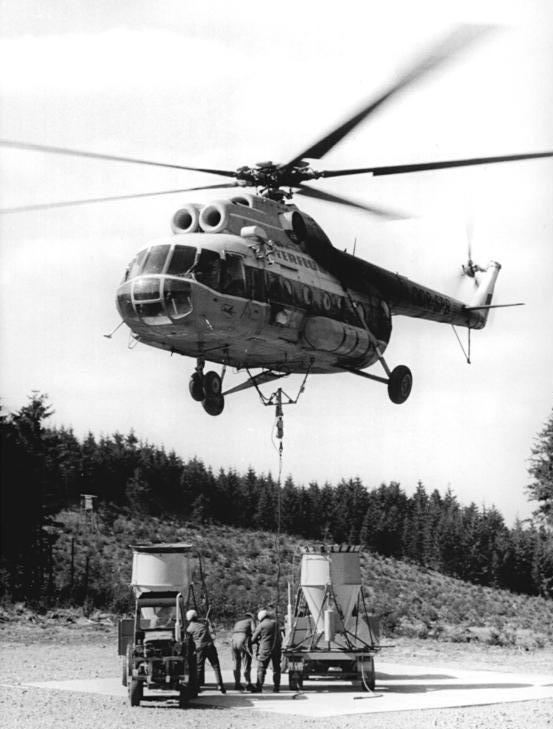
Mi-8 bei der Walddüngung
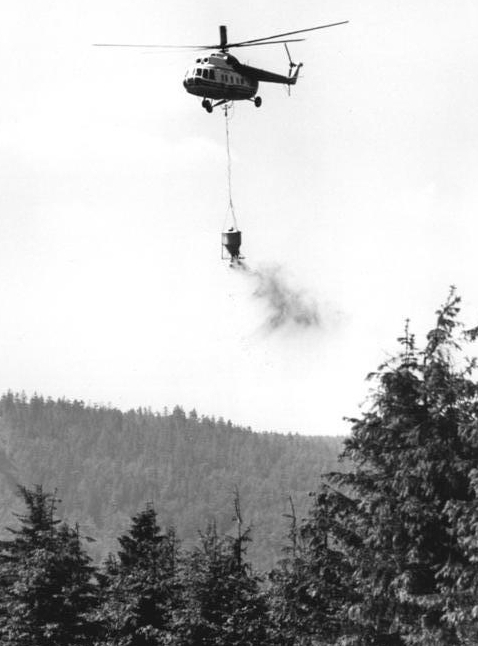
Agrarflieger beim Forstdüngen, 1987
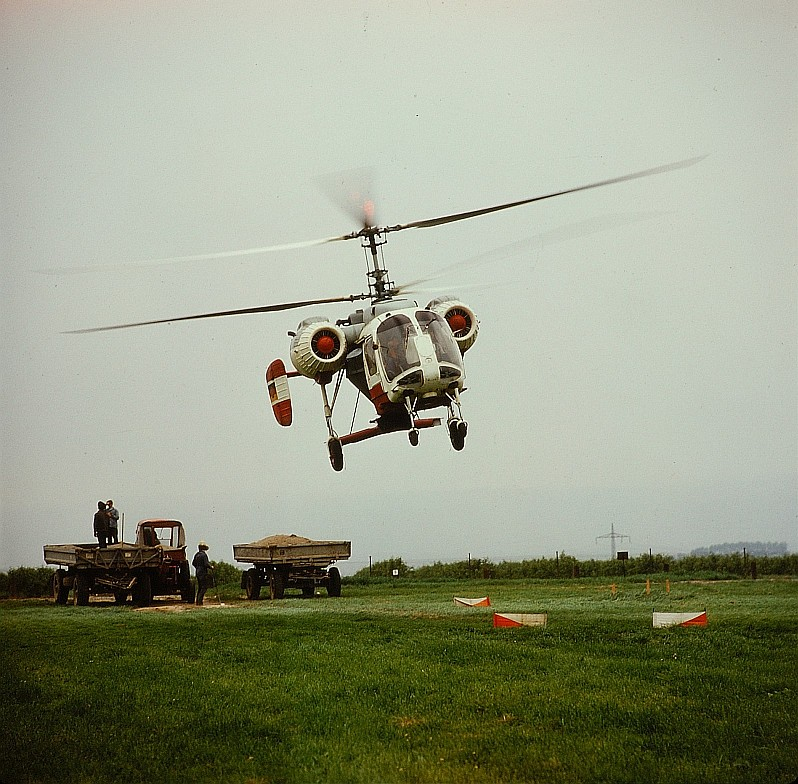
Ein Kamow Ka-26 im Düngeeinsatz, 1977

#### Entwicklung
Der Einsatz von Flugzeugen in der Land- und Forstwirtschaft wurde in Deutschland schon vor dem Zweiten Weltkrieg regelmäßig praktiziert. Die im Ergebnis der „sozialistischen Umgestaltung“ der Landwirtschaft entstandenen Landwirtschaftlichen Produktionsgenossenschaften (LPG) begünstigten durch ihre großen Flächen den Einsatz von Agrarflugzeugen.
Als erstes Agrarflugzeug der DDR wurde ab März 1957 die tschechoslowakische L-60 Brigadyr, eine Weiterentwicklung des Fieseler Storch, bei der „Wirtschaftsflugabteilung der Deutschen Lufthansa“ eingesetzt, die 1963 in der „Betriebsabteilung Agrarflug“ der Interflug aufging. Bereits ein Jahr zuvor waren mit einer Mráz K-65 von der tschechoslowakischen Agrolet Sprühversuche unternommen worden. Der Einsatz der L-60 wurde von mehreren schweren Unfällen überschattet. Von den 65 eingesetzten Flugzeugen mussten während des zehnjährigen Einsatzes 30 durch Flugunfälle abgeschrieben werden. Erst die Einführung ab 1967 der speziell für den Agrarflug entwickelten Z-37 Čmelák, ebenfalls aus tschechoslowakischer Produktion, führte zu einem massenhaften Einsatz von Agrarflugzeugen. Es entstanden die Agrochemischen Zentren, die den konzentrierten Einsatz der Agrarfliegerei zu Schädlingsbekämpfung, Düngung und Aussaat durchführten und jeweils über mehrere Einsatzflugplätze verfügten. 1967 wurde eine auf die besonderen Anforderungen des Agrarflugs zugeschnittene Flugschule am Flughafen Leipzig-Mockau gegründet, die 1977 in Betriebsakademie „Arthur Pieck“ umbenannt wurde. Bis zu ihrer Schließung im Jahr 1990 wurden an ihr über 400 Agrarpiloten – darunter auch einige aus befreundeten Staaten wie z. B. Vietnam – und etwa 600 Mechaniker ausgebildet.
Die Ablösung der Z-37 durch polnische Flugzeuge der Typen PZL-106 und PZL M18 Dromader gestaltete sich wegen konstruktiver Unzulänglichkeiten und teilweise erheblicher Fertigungsmängel problematisch, so dass die Z-37 länger als ursprünglich geplant betrieben werden mussten.
In den 1970er Jahren wurde der Einsatz von Agrarflugzeugen zur Waldbrandbekämpfung zunächst erprobt und ab 1976 erfolgreich durchgeführt, z. B. bei einem großen Waldbrand im Bezirk Cottbus im Jahre 1983. Im gleichen Zeitraum führte die zur Minderung der Folgen des Waldsterbens durchgeführte Kalkdüngung der Wälder im Süden der DDR zum verstärkten Einsatz von Hubschraubern. Da die vorhandenen Kapazitäten nicht ausreichten, wurde hier fliegendes Gerät aus der Sowjetunion, aber auch aus Bulgarien und Polen gechartert.
Die von der Interflug entwickelten Fähigkeiten (knapp 100.000 Flugstunden) wurden auch international als positiv eingeschätzt. So kam es auch zum Einsatz von Agrarfliegern aus der DDR in Ägypten, Bulgarien und der ČSSR. Ende der 1980er Jahre verfügte der Agrarflug der Interflug über etwa 280 einsatzbereite Fluggeräte und bearbeitete jährlich eine Fläche zwischen 4,2 und 5,2 Millionen Hektar.

#### Leistungen
Die folgende Tabelle zeigt die Entwicklung der im Bereich Agrarflug der Deutschen Lufthansa und der Interflug erbrachten Leistungen.
|                                                       | 1960 | 1961 | 1962 | 1963 | 1964 | 1965 | 1966 | 1967 | 1968 | 1969 | 1970  | 1971  | 1972  | 1973  | 1974  | 1975   | 1976   | 1977   | 1978   | 1979   | 1980   | 1981    | 1982   | 1983   |
| ----------------------------------------------------- | ---- | ---- | ---- | ---- | ---- | ---- | ---- | ---- | ---- | ---- | ----- | ----- | ----- | ----- | ----- | ------ | ------ | ------ | ------ | ------ | ------ | ------- | ------ | ------ |
| Bearbeitete Fläche 1000 Hektar Gesamt                 | 168  |      |      |      |      | 469  | 553  | 513  | 745  | 899  | 1.330 | 1.863 | 2.131 | 2.520 | 2.766 | 3.013  |        |        |        |        |        |         |        |        |
| Bearbeitete Fläche 1000 Hektar Düngung                | 31   |      |      |      |      | 233  | 292  | 275  | 335  | 352  | 459   | 717   | 1.087 | 950   | 1.101 | 1.320  |        |        |        |        |        |         |        |        |
| Bearbeitete Fläche 1000 Hektar Schädlings- bekämpfung | 137  |      |      |      |      | 237  | 260  | 238  | 410  | 547  | 821   | 1.115 | 1.001 | 1.570 | 1.529 | 1.531  |        |        |        |        |        |         |        |        |
| Flugstunden 1000 Hektar Gesamt                        |      |      |      |      |      |      |      |      |      |      |       |       |       |       |       | 71.083 | 76.777 | 88.089 | 92.046 | 97.791 | 98.282 | 103.653 | 85.547 | 91.964 |
| Flugstunden 1000 Hektar Düngung                       |      |      |      |      |      |      |      |      |      |      |       |       |       |       |       | 48.223 | 54.183 | 60.941 | 66.468 | 72.176 | 72.273 | 74.979  | 69.013 | 77.190 |
| Flugstunden 1000 Hektar Schädlings- bekämpfung        |      |      |      |      |      |      |      |      |      |      |       |       |       |       |       | 22.860 | 22.594 | 27.148 | 25.576 | 26.615 | 26.009 | 26.674  | 16.534 | 14.774 |

### Flugzeuge des MfS
In Schönefeld waren zwei Tu-134A mit den Luftfahrzeugkennzeichen DDR-SDH und DDR-SDI des Ministeriums für Staatssicherheit stationiert. Diese Maschinen flogen mit Interflug-Kennzeichen und -bemalung. Offiziell heißt es heute, dass mit dem Auftritt als zivile Interflug-Maschinen leichter Überfluggenehmigungen zu bekommen waren. Sie wurden unter anderem für die Rückführung im Ausland straffällig gewordener DDR-Bürger verwendet. Halter der Maschinen war tatsächlich die Interflug, der auch die Wartung, Instandhaltung und technische Abfertigung oblagen.
Beide Maschinen waren operationell dem Transportfliegergeschwader 44 der Luftstreitkräfte der NVA unterstellt.

### Transportfliegergeschwader 44
Zu Irritationen führten immer wieder Flugzeuge des Transportfliegergeschwaders 44 der Luftstreitkräfte der Nationalen Volksarmee in Marxwalde (heute Neuhardenberg), da hier neben der Il-14, Il-18, Tu-134 und Il-62 auch Flugzeuge wie die Tu-124 oder Tu-154 eingesetzt wurden, die nie im Bestand der Interflug waren. Das Transportgeschwader 44 war ein Truppenteil der Nationalen Volksarmee der DDR, also eine rein militärische Einheit, und vom Aufgabenspektrum mit der Flugbereitschaft des Bundesverteidigungsministeriums vergleichbar. Da bei einer ausschließlich militärischen Kennzeichnung und Registrierung Probleme bei der Gewährung von Überflug- und Landerechten zu erwarten waren, wurde von Beginn an ein Teil der Flugzeuge in Interflug-Farben und entsprechenden Kennzeichen versehen. Diese Flugzeuge gehörten während ihres Einsatzes beim TG-44 nicht zur Interflug, wurden jedoch gelegentlich bei Kapazitätsengpässen auf Strecken der Interflug eingesetzt. Ebenso war es üblich, dass Besatzungen des TG-44 zum Erreichen der vorgeschriebenen Flugstundenzahl im normalen Betrieb der Interflug flogen.
Gleiches trifft auf eine Antonow An-24 und zwei Tupolew Tu-134 zu, die vom MfS betrieben wurden. Die drei Il-62M des TG-44 waren unter anderem wegen der beschränkten Startbahnlänge in Marxwalde in Schönefeld stationiert.

## Zwischenfälle
Bis zur Einstellung des Flugverkehrs ereigneten sich acht schwere Zwischenfälle/Abstürze, darunter vier tödliche Unfälle mit insgesamt 214 Toten:
- Am 7. Dezember 1963 kam es an Bord der Iljuschin Il-14 DM-SBL zu einem kompletten Stromausfall. Der Besatzung gelang eine Bauchlandung mit eingezogenem Fahrwerk auf einem Truppenübungsplatz, bei der nur zwei Passagiere Prellungen erlitten. Das Flugzeug wurde abgeschrieben und verschrottet (siehe auch Flugunfall bei Königsbrück).
- Am 26. Juli 1964 verunglückte eine Antonow An-2 der Interflug in Magdeburg. Die beiden Piloten starben dabei.[27]
- Am 13. Mai 1965 verunglückte eine Mil Mi-4A der Interflug bei der Landung in Briest beim Schweben. Dabei starben 2 Personen am Boden, die dreiköpfige Besatzung überlebte.[28]
- Am 10. März 1970 versuchten Christel und Eckhard Wehage mit einer Pistole eine Antonow An-24, die von Berlin-Schönefeld nach Leipzig fliegen sollte, zu entführen und nach Hannover umzuleiten. Die Piloten schlossen sich im Cockpit ein, täuschten Treibstoffmangel vor und gaben an, nach Berlin-Tempelhof zu fliegen. Tatsächlich flog das Flugzeug zum Flughafen Berlin-Schönefeld zurück. Der Pilot wurde durch einen Schuss am Ohr verletzt. Als die Entführer erkannten, dass ihre Flucht gescheitert war, erschossen sie sich an Bord.[29]
- Am 14. August 1972: Absturz einer Iljuschin Il-62 der Interflug (DM-SEA). Kurz nach dem Start in Berlin-Schönefeld verursachte eine undichte Leitung mit heißer Zapfluft einen Kabelbrand und einen oder mehrere Kurzschlüsse. Der Pilot versuchte zum Startflughafen zurückzufliegen und ließ große Mengen Treibstoff ab. Die Hitze des Brandes war so stark, dass das gesamte T-Leitwerk abriss. Das vollbesetzte Flugzeug mit 156 Menschen an Bord war dadurch nicht mehr steuerbar und kopflastig; es stürzte in der Nähe von Königs Wusterhausen (heute Bundesland Brandenburg) ab.[30] Es ist bis heute (2024) der schwerste Flugunfall auf deutschem Boden und war damals der zweitschwerste Flugunfall in der Geschichte der zivilen Luftfahrt.[31]
- 1. September 1975 – Die aus Stuttgart kommende Tupolew Tu-134 DM-SCD flog Messegäste nach Leipzig. Im Landeanflug auf den Flughafen Leipzig sank die Maschine bei schlechten Sichtbedingungen unzulässigerweise unter die Entscheidungshöhe von 60 Metern. Das Flugzeug kollidierte mit der Antenne des Middle Locators (LM) und stürzte ab. Von den 29 Fluggästen sowie 3 Flugbegleiterinnen starben 23 sofort; ein weiterer Fluggast erlag später seinen Verletzungen.
(siehe auch Interflug-Flug 1107)
- Am 22. November 1977 setzte die Tupolew Tu-134A DM-SCM hart auf der Landebahn in Berlin-Schönefeld auf. Die Tragflächen brachen ab, die Maschine überschlug sich, geriet aber nicht in Brand, so dass alle 81 Insassen mit dem Schrecken davonkamen. Die Maschine war eine der beiden, in denen der Autopilot versuchsweise für Landeanflüge nach der ILS-Kategorie IIIa umgerüstet war. Beim simulierten Anflug nach diesem Verfahren konnte der Autopilot nicht abgeschaltet werden. Dadurch konnte das Flugzeug nicht abgefangen werden und ausschweben.[32][33]
- 26. März 1979: Flugzeugkatastrophe von Luanda – Die Iljuschin Il-18D DM-STL stürzte kurz nach dem Start vom Flughafen Luanda in Angola ab. Leistungsabfall an einem Triebwerk führte dazu, dass die überladene Maschine bei den hohen Außentemperaturen keine Höhe gewinnen konnte. Sie zerschellte in einer Senke hinter der Startbahn. Mehrere Explosionen und Feuer zerstörten das Flugzeug völlig. Alle zehn Insassen starben.
- 17. Juni 1989: Interflug-Flug 102 – Die Iljuschin Il-62 DDR-SEW rollte beim Start in Berlin-Schönefeld über die Startbahn hinaus, kollidierte mit Hindernissen und fing Feuer. Ursache war ein blockiertes Höhenruder. Zudem stellte der Flugingenieur versehentlich die Triebwerke ab, anstatt die Schubumkehr zu aktivieren. Bei dem Unglück starben 20 der 113 Insassen und zwei Feldarbeiter.[34]

## Risiko Republikflucht der Piloten
Die Piloten der Interflug wurden in drei Zuverlässigkeits-Kategorien eingeteilt:
1. K.A.: Kapitalistisches Ausland –
2. N.S.W.: Nichtsozialistisches Wirtschaftsgebiet –
3. S. W.: Sozialistisches Wirtschaftsgebiet; aus der Einteilung ergab sich, auf welchen Strecken ein Pilot eingesetzt werden durfte oder auch nicht. Wenn zwei Ehepartner beim fliegerischen Personal der Interflug beschäftigt waren, wurde im Regelfall darauf geachtet, dass nicht beide gleichzeitig auf Flügen in den Westen eingesetzt waren, um die Wahrscheinlichkeit einer Flucht aus der DDR zu verringern.
Die Fluggesellschaft und die Flughäfen selbst wurden durch die Hauptabteilung XIX (Verkehrswesen) des Ministeriums für Staatssicherheit MfS überwacht. Die Mitarbeiter der Passkontrolle (Hauptabteilung VI) des MfS in den Abfertigungshallen traten, wie auch anderswo üblich, in Uniform der Grenztruppen der DDR auf und bildeten die gesonderte Passkontrolleinheit. Sie hatten mit der unmittelbaren Betriebsführung der Interflug nichts zu tun. Seit Anfang der 1970er Jahre wurden auch fast alle Interflug-Flüge durch Flugsicherheitsbegleiter der Abteilung „Arbeitsgruppe des Ministers“ S (Bereich: militärisch-operative Spezialaufgaben) des MfS in zivil begleitet. Dies betraf auch die Flüge in Länder wie Polen und die Tschechoslowakei, mit denen Visumfreiheit bestand; der Hintergrund dafür waren insbesondere Vorfälle wie die Flugzeugentführung von Danzig, bei der ein Linienflug der polnischen Fluggesellschaft LOT von Danzig nach Berlin-Schönefeld entführt und die Besatzung zur Landung in Berlin-Tempelhof in West-Berlin gezwungen wurde. Aus dem gleichen Grund wurde auch in Flugzeugen der Interflug das Cockpit verschlossen gehalten und etwa die Besichtigung durch mitreisende Kinder nicht gestattet, als dies bei vielen westlichen Fluggesellschaften – etwa in den 1980er-Jahren – noch möglich war.

## Generaldirektoren
| Name           | Dienstzeit | Bemerkung                                   |
| -------------- | ---------- | ------------------------------------------- |
| Arthur Pieck   | 1955–1960  | Deutsche Lufthansa (DDR)                    |
| Kurt Heiland   | 1961–1970  | Deutsche Lufthansa (DDR), danach Interflug  |
| Kurt Diedrich  | 1970–1978  |                                             |
| Klaus Henkes   | 1978–1990  | Generalleutnant der NVA                     |
| Andreas Kramer | 1990–1991  | in der Funktion eines Hauptgeschäftsführers |